# Szkofia

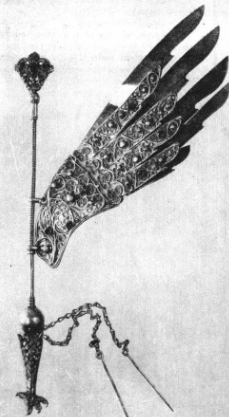
Szkofia ze stylizowaną "kurzą nóżką"'

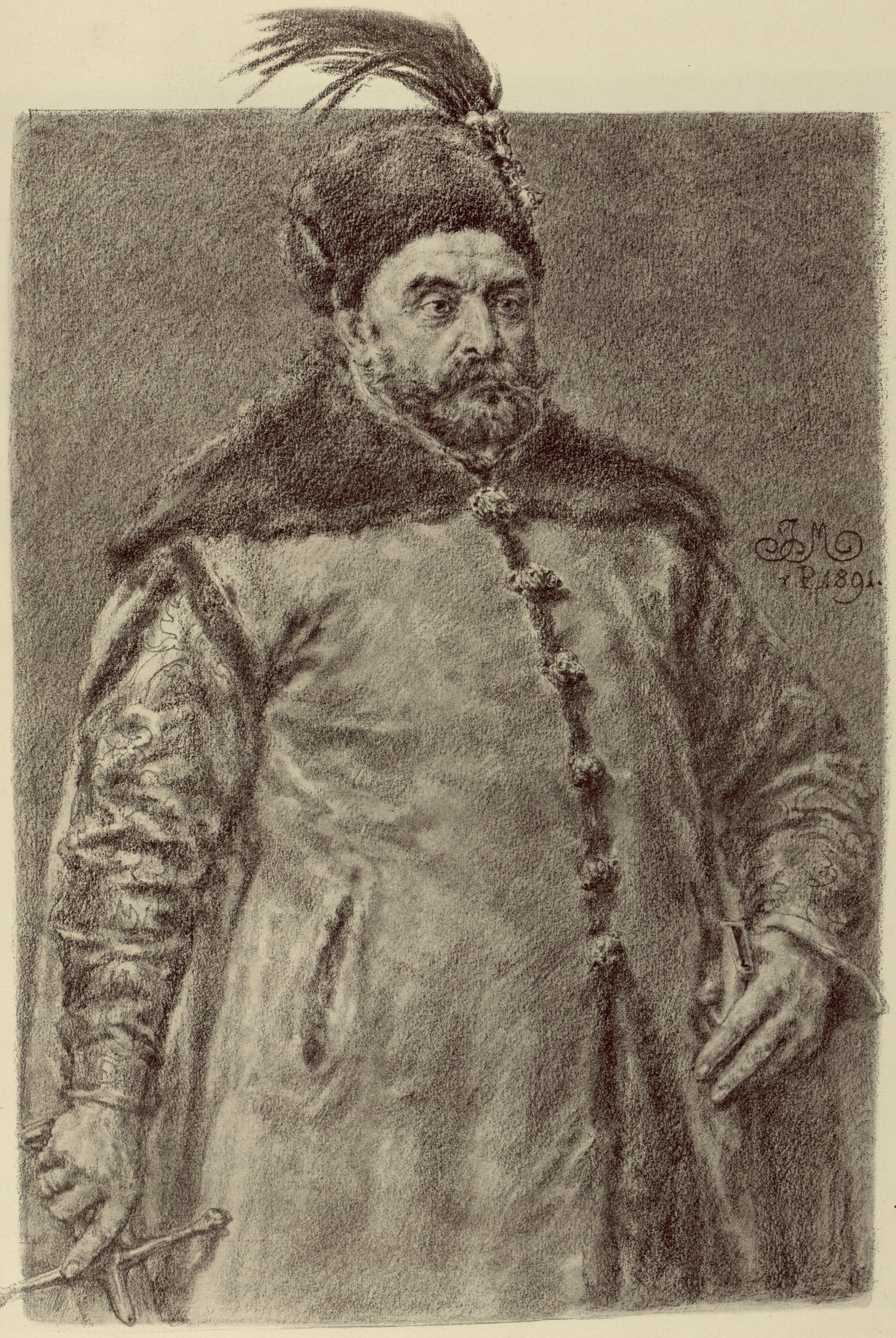
Król Stefan Batory, sportretowany ze szkofią

Szkofia - ozdoba czapki futrzanej męskiej lub szyszaka w postaci srebrnego lub złotego skrzydła, ozdabianego filigranem i wysadzanego klejnotami. Używana na przełomie XVI i XVII wieku w Polsce i na Węgrzech.